# Sphaleractis parasticta
Sphaleractis parasticta är en fjärilsart som beskrevs av Edward Meyrick 1904. Sphaleractis parasticta ingår i släktet Sphaleractis och familjen stävmalar. Inga underarter finns listade i Catalogue of Life.